# Črešnjice, Vojnik
Črešnjice so razloženo naselje oz. vas v Občini Vojnik, nad Frankolovim, na prisojnem južnem pobočju Konjiške gore, pod najvišjim vrhom Stolpnik.

## Etimologija
Črešnjice so ime dobile po čereh in ne, kakor bi sklepali po imenu, po češnjah. Nedaleč od župnijske cerkve je kamnit predel, s prepadnimi stenami, ki jih najdemo tudi drugod v bližnji okolici. Zato se je kraj izvirno imenoval Čerenščišče ali Čerenstišče. Ta prvotni pomen se večkrat pozablja, saj mnogi povezujejo izvor imena s češnjami, ki pa tod ne uspevajo.

## Zgodovina
Območje naselja je moralo biti obljudeno že v rimskih časih, navezajoč se na najdene rimske artefakte, v srednjem veku pa je vas pripadala bližnji Žički kartuziji, ki jo je leta 1164 v bližnji dolini sv. Janeza ustanovil štajerski mejni grof Otokar III. Traungauski.
V bregovih Konjiške gore so bila nekoč najdišča železove rude in premoga, ki so ju v srednjem veku tu kopali, rudo pa vozili v fužine v Mislinji.
Lokalna stavbna zgodovina sega v srednji vek. Prva cerkev na tem kraju je bila manjša kapela, morda take velikosti, kot je današnji prezbiterij, katere čas zidave pa ni znan. V zgodovinski virih je izpričana leta 1402, ko se v Črešnjicah že omenja vikariat, oskrbovan iz Slovenskih Konjic. Ob turških vpadih so Turki leta 1482 svetišče požgali in oskrunili. O ponovni posvetitvi cerkve, zadnjega maja leta 1487, ki je bila takrat močno povečana in olepšana, poroča v svojem popotnem dnevniku znani potopisec Paolo Santonino, ki je spremljal vikarja oglejskega patriarha škofa Petra iz Caorle na vizitacijah tudi na območju patriarhata v današnji Sloveniji. Dokaz za to posvetitev so naslikani križi, ki so še zdaj vidni v prezbiteriju župnijske cerkve.

## Prebivalstvo
Etnična sestava 1991:
- Slovenci: 54 (94,7 %)
- Neznano: 3 (5,3 %)

## Znane osebnosti
- Štefan Kušar, duhovnik